# August Jugler
Georg Wilhelm August Jugler (* 23. August 1833 in Hannover; † 6. März 1888 ebenda) war ein deutscher Jurist und Heimatforscher.

## Leben

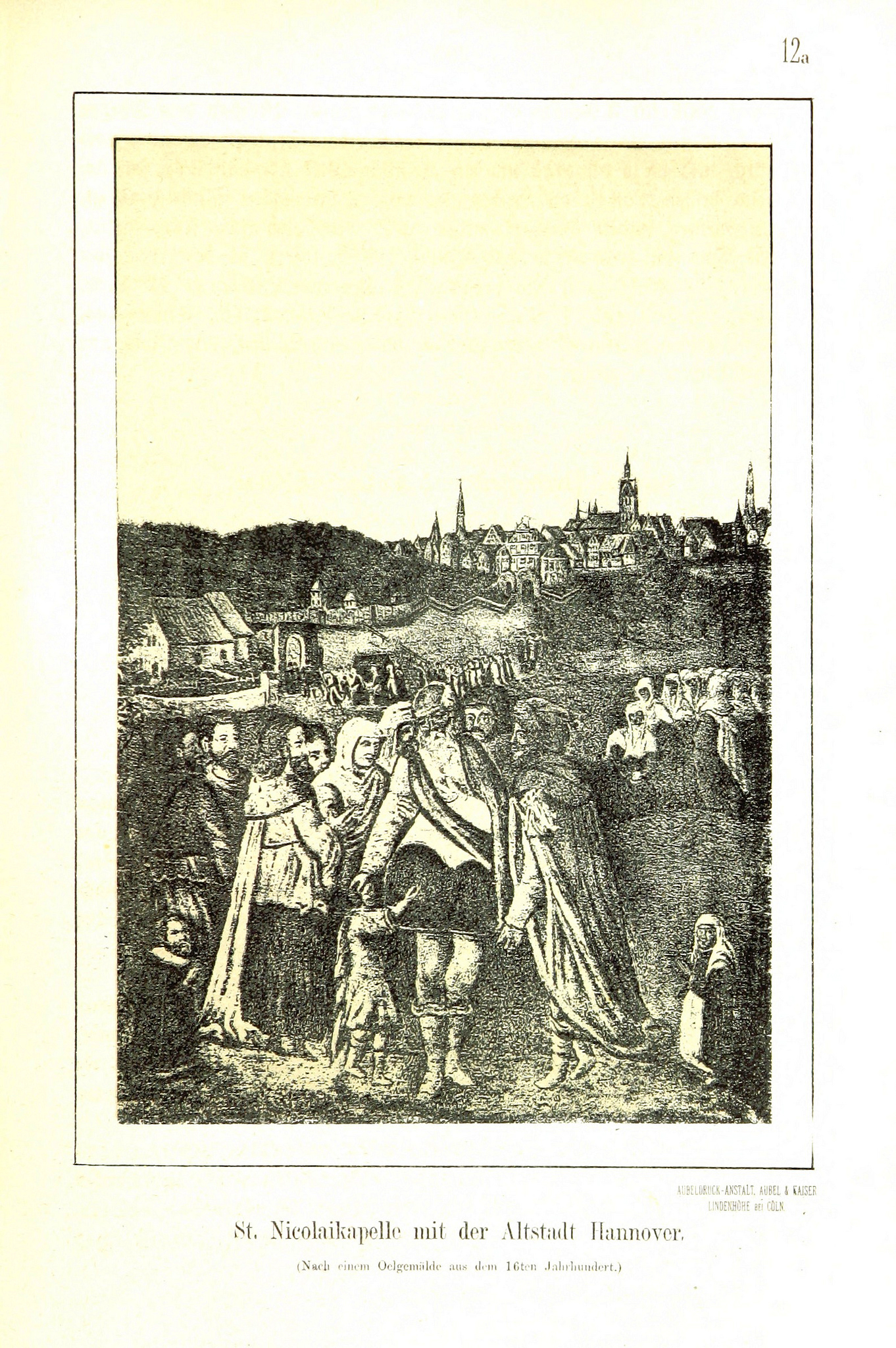
Nachdruck eines Ölgemäldes aus dem 16. Jahrhundert mit Darstellung des Heiligen Nikolaus von Myra am Klagesmarkt vor dem Alten St.-Nikolai-Friedhof und der Stadtbefestigung Hannovers
Fotolithografie der Aubeldruck-Anstalt aus Juglers Buch Aus Hannovers Vorzeit.

August Jugler war der Sohn eines Oberbergrats. Er legte 1852 sein Abitur am hannoverschen Lyzeum ab und studierte von 1852 bis 1855 Jura an der Universität Göttingen. Anschließend wurde er Auditor am Amtsgericht Medingen und setzte seine Ausbildung am unter anderem am Amts- und Obergericht in Nienburg/Weser fort.
Im Februar 1860 wurde Jugler in seiner Heimatstadt zunächst zum zweiten, im März 1864 zum ersten hannoverschen Stadtsekretär gewählt. Dabei war er zunächst zuständig für Gewerbesachen und ab 1867 für Militaria zuständig und besaß dabei ein eigenes Stimmrecht im Magistrat der Stadt. 1869 wurde Jugler zum Landsyndikus der Calenberg-Grubenhagenschen Landschaft gewählt und schied infolgedessen Anfang 1870 aus dem Magistrat aus.
Im Jahr der Ausrufung des Deutschen Kaiserreichs wurde August Jugler außerdem ab 1871 als – rechtskundiger – Direktor der Renten- und Capital-Versicherungs-Anstalt Hannover tätig.
Als langjähriges Mitglied des Vorstands des Historischen Vereins für Niedersachsen sowie im Verwaltungsrat des seinerzeitigen Provinzialmuseums (heute: Niedersächsisches Landesmuseum Hannover) forschte August Jugler insbesondere zum mittelalterlichen hannoverschen Alltag.

## Ehrungen
Die 1926 im hannoverschen Stadtteil Kleefeld angelegte Juglerstraße wurde nach dem Landsyndikus benannt, „der viele Beiträge zur Geschichte der Stadt Hannover veröffentlicht hat“.

## Schriften
August Jugler publizierte vielfach in der Zeitschrift des Historischen Vereins für Niedersachsen und in der Tagespresse, sowie die Werke
- Aus Hannovers Vorzeit. Ein Beitrag zur deutschen Cultur-Geschichte / von August Jugler, 2. Auflage, Hannover: Kniep, 1883 (Reprint)
  - Fotomechanischer Nachdruck [der Ausgabe]; Hannover-Döhren: von Hirschheydt, 1979, ISBN 3-7777-0032-0
- Aus den alten Tagen des hannoverschen Rathhauses. Vortrag, gehalten auf dem alten Rathhause, in der Versammlung des historischen Vereins für Niedersachsen am 10. Mai 1879
- Der Raubmörder Jasper Hanebuth. Ein Lebensbild aus dem dreißigjährigen Kriege. Nach den Kriminal=Akten, Hahn’sche Buchhandlung, Hannover 1880, 35 Seiten